# Грузін Валерій Михайлович
Валерій Михайлович Грузін (також Грузин, нар. 26 серпня 1940 року у Шепетівці Хмельницької області) – український журналіст, перекладач, письменник, перший виконавчий директор Міжнародного фонду «Відродження» (1990-1993), засновник та директор видавництва «Амадей».

## Життєпис
1958 року після закінчення київської середньої школи № 25 вступив до Київського державного університету ім. Т. Г. Шевченка на історико-філософський факультет, який закінчив 1963 року.
До 1970 року працював журналістом у газетах «Вечірній Київ», «Радянська Україна».
В 1970—1977 працював помічником Генерального Секретаря ООН у Секретаріаті ООН, з 1977 по 1985 був головним редактором газети News from Ukraine. В 1985—1990 працював в українському журналі зарубіжної літератури Всесвіт.
У 1990—1993 був першим виконавчим директором Фонду Сороса «Відродження».
В 1993—1997 в бізнесі, з 1997 року — директор видавництва «Амадей».

## Творчість
Автор книги «Загибель Києва» (2008), у
Співавтор книг «Прорізна. Ярославів Вал» (2010), «Андріївський узвіз» (2011) та інших. За його участі також вийшла серія путівників містом  Києвом, книга, присвячена київським печерам та інші.
Автор першого українського перекладу книги Дейла Карнегі «Як здобувати друзів і впливати на людей», та автор передмови до неї.